# Władysław Stendera
Władysław Jan Antoni Stendera ps. Gwidon, Pirat (ur. 1 czerwca 1925 w Ostrowie Wielkopolskim, zm. 30 marca 2000 w Nowym Sączu) – żołnierz Armii Krajowej, działacz turystyczny, wieloletni dyrektor ZNTK w Nowym Sączu.

## Życiorys
Pochodził z rodziny kolejarskiej. Do wybuchu II wojny światowej zaliczył trzy klasy w ostrowskim Gimnazjum Męskim. Wtedy też wstąpił do harcerstwa, do drużyny im. Tomasza Zana.
Od wybuchu wojny pracował zawodowo w mieście rodzinnym. Wtedy też został wciągnięty w działalność konspiracyjną, gdzie odbył szkolenie wojskowe i sanitarne. W 1943 roku wyjechał do Nowego Sącza, gdzie rozpoczął pracę w Warsztatach Wagonowych „Ostbahn”. Tu również kontynuował działalność konspiracyjna, przystępując do placówki AK „Nurt”. Aresztowany 13 kwietnia 1944 roku, został osadzony w areszcie śledczym w Nowym Sączu, a następnie przewieziony do więzienia w Tarnowie, gdzie miał zostać na nim wykonany wyrok śmierci. Dzięki pomocy strażnika więziennego Jana Kroczka, udało mu się zbiec, a następnie przedostać się do Łomnicy. Tu wstąpił do oddziału Juliana Zubka ps. „Tatar”, należącego do 1 pułku Strzelców Podhalańskich AK, z którym brał udział w akcjach bojowych na terenie Beskid Sądeckiego.
Po zakończeniu wojny powrócił do Ostrowa. Kontynuował też naukę w gimnazjum, zdał „małą maturę” i został skierowany na studia na Akademię Górniczo-Hutniczą w Krakowie, które odbył w latach 1946–52, uzyskując stopień magistra nauk technicznych oraz inżyniera mechanika.
Po studiach powrócił do Nowego Sącza, gdzie podjął pracę w Zakładach Naprawczych Taboru Kolejowego. Tam awansował, by ostatecznie w latach 1968–1981 objąć stanowisko dyrektora Zakładu. Wcześniej, w latach 1958–59, pełnił funkcję dyrektora Miejskiego Przedsiębiorstwa Remontowo-Budowlanego w Nowym Sączu.
W latach 1956–58 był członkiem prezydium Miejskiej Rady Narodowej w Nowym Sączu. Od 1979 roku mieszkał w Piwnicznej-Zdroju.
W 1947 roku został członkiem oddziału Polskiego Towarzystwa Tatrzańskiego „Beskid” w Nowym Sączu, który w 1950 roku przekształcił się w oddział PTTK. W 1953 roku został wybrany do władz oddziału, a w 1955 roku został jego prezesem, którą to funkcję pełnił aż do śmierci. W tym okresie był inicjatorem budowy schronisk i obiektów noclegowych. Dzięki jego staraniom wybudowano: schronisko PTTK na Przehybie w miejscu schronu, schronisko PTTK na Hali Łabowskiej, stanicę wodną PTTK w Znamirowicach nad Jeziorem Rożnowskim a także urządzono zajazd PTTK „Pod Roztoką” w Rytrze. Pod jego redakcją ukazał się Informator Ziemi Sądeckiej (1960). Sam osobiście wytyczył i odnowił wiele szklaków na terenie Beskidu Sądeckiego, m.in. w rejonie Hali Łabowskiej. Ponadto Władysław Stendera pełnił m.in. funkcje prezesa Zarządu Wojewódzkiego PTTK w Nowym Sączu (od 1975), członka prezydium Zarządu Głównego PTTK (1960–1962), prezesa rady nadzorczej Spółki PTTK Schroniska i Hotele „Karpaty” (od 1993) oraz członka Rady Tatrzańskiego Parku Narodowego (1985–1991). W 1989 roku otrzymał tytuł członka honorowego PTTK.
W 1995 roku jego imię otrzymało schronisko PTTK na Hali Łabowskiej.

## Odznaczenia
- Krzyż Kawalerski Orderu Odrodzenia Polski
- Krzyż Armii Krajowej
- Order Sztandaru Pracy II kl.